# Hidalgo (Texas)
Hidalgo è un centro abitato degli Stati Uniti d'America situato nella contea di Hidalgo dello Stato del Texas.
La popolazione era di 11.198 persone al censimento del 2010.

## Geografia fisica
Hidalgo è situata a 26°06′16″N 98°14′47″W (26.104473, -98.246443). Si trova lungo il Rio Grande, al confine con il Messico.
Secondo lo United States Census Bureau, ha un'area totale di 4,4 miglia quadrate (11 km²), di cui 4,3 miglia quadrate (11 km²) di terreno e 0,1 miglia quadrate (0,26 km², 2.03%) d'acqua.

## Società

### Evoluzione demografica
Secondo il censimento del 2000, c'erano 7.322 persone, 1.747 nuclei familiari e 1.593 famiglie residenti nella città. La densità di popolazione era di 1.682,2 persone per miglio quadrato (649,9/km²). C'erano 1.880 unità abitative a una densità media di 431,9 per miglio quadrato (166,9/km²). La composizione etnica della città era formata dall'82,12% di bianchi, lo 0,12% di afroamericani, lo 0,29% di nativi americani, lo 0,12% di asiatici, il 15,45% di altre razze, e l'1,90% di due o più etnie. Ispanici o latinos di qualunque razza erano il 97,75% della popolazione.
C'erano 1.747 nuclei familiari di cui il 61,9% aveva figli di età inferiore ai 18 anni, il 66,1% aveva coppie sposate conviventi, il 21,0% aveva un capofamiglia femmina senza marito, e l'8,8% erano non-famiglie. L'8,1% di tutti i nuclei familiari erano individuali e il 4,7% aveva componenti con un'età di 65 anni o più che vivevano da soli. Il numero di componenti medio di un nucleo familiare era di 4,19 e quello di una famiglia era di 4,43.
La popolazione era composta dal 39,0% di persone sotto i 18 anni, l'11,6% di persone dai 18 ai 24 anni, il 28,0% di persone dai 25 ai 44 anni, il 14,7% di persone dai 45 ai 64 anni, e il 6,6% di persone di 65 anni o più. L'età media era di 25 anni. Per ogni 100 femmine c'erano 88,6 maschi. Per ogni 100 femmine dai 18 anni in giù, c'erano 82,4 maschi.
Il reddito medio di un nucleo familiare era di 19.469 dollari e quello di una famiglia era di 20.357 dollari. I maschi avevano un reddito medio di 16.238 dollari contro i 13.577 dollari delle femmine. Il reddito pro capite era di 5.849 dollari. Circa il 41,4% delle famiglie e il 44,3% della popolazione erano sotto la soglia di povertà, incluso il 51,2% di persone sotto i 18 anni e il 45,5% di persone di 65 anni o più.